# دوناشانو مالاما
دوناشانو مالاما (بالإنجليزية: Donashano Malama)‏ (مواليد 1 يوليو 1987 في تشيليلابومبوي، زامبيا) هو لاعب كرة قدم زامبي يلعب حاليًا لصالح نادي نكانا الزامبي في مركز الدفاع. اختير مالاما ضمن قائمة منتخب زامبيا في كأس الأمم الأفريقية 2015 وشارك كبديل في آخر مباراة في دور المجموعات أمام الرأس الأخضر.

## روابط خارجية
- دوناشانو مالاما على موقع قاعدة بيانات كرة القدم.إي يو (الإنجليزية)
- دوناشانو مالاما على موقع ناشيونال فوتبول تيمز (الإنجليزية)
- دوناشانو مالاما على موقع Soccerway.com (الإنجليزية)

- صفحة اللاعب على سوكرواي